# Гехеншванд
Гехеншванд (нім. Höchenschwand) — громада в Німеччині, знаходиться в землі Баден-Вюртемберг. Підпорядковується адміністративному округу Фрайбург. Входить до складу району Вальдсгут.
Площа — 29,55 км2. Населення становить 2669 ос. (станом на 31 грудня 2020).